# بينيفيلي
بينيفيلي (بالإنجليزية: Pineville, Kentucky)‏ هي مدينة تقع في مقاطعة بيل، كنتاكي بولاية كنتاكي في وسط جنوب شرق الولايات المتحدة. تأسست عام 1781، تبلغ مساحة هذه المدينة 4.5 (كم²)، وترتفع عن سطح البحر 309 م، بلغ عدد سكانها 1732 نسمة في عام 2010 حسب إحصاء مكتب تعداد الولايات المتحدة وتصل الكثافة السكانية فيها 404.8 نسمة/كم2.

## التركيبة السكانية
حدّد مكتب تعداد الولايات المتحدة بيانات التركيبة السكانية لبينيفيلي في تعداد الولايات المتحدة. في ما يلي، التركيبة السكانية حسب تعدادي 2000 و2010.

### تعداد عام 2000
بلغ عدد سكان بينيفيلي 2,093 نسمة بحسب تعداد عام 2000، وبلغ عدد الأسر 871 أسرة وعدد العائلات 518 عائلة مقيمة في المدينة. في حين سجلت الكثافة السكانية 237.8 نسمة لكل كيلومتر مربع (615.9/ميل2). وبلغ عدد الوحدات السكنية 961 وحدة بمتوسط كثافة قدره 109.2 لكل كيلومتر مربع (282.8/ميل2).
وتوزع التركيب العرقي للمدينة بنسبة 92.74% من البيض و4.30% من الأمريكيين الأفارقة و0.24% من الأمريكيين الأصليين و0.24% من الأمريكيين ذوي الأصول الآسيوية و0.14% من الأعراق الأخرى و2.34% من عرقين مختلطين أو أكثر و0.91% من الهسبانيون أو اللاتينيون من أي عرق.
بلغ عدد الأسر 871 أسرة كانت نسبة 31.9% منها لديها أطفال تحت سن الثامنة عشر تعيش معهم، وبلغت نسبة الأزواج القاطنين مع بعضهم البعض 34.6% من أصل المجموع الكلي للأسر، ونسبة 20.8% من الأسر كان لديها معيلات من الإناث دون وجود شريك،  بينما كانت نسبة 4.1% من الأسر لديها معيلون من الذكور دون وجود شريكة وكانت نسبة 40.5% من غير العائلات. تألفت نسبة 38.6% من أصل جميع الأسر من عدة أفراد يعيشون في نفس المنزل ونسبة 20.1% كانت تتألف من شخص يعيش بمفرده يبلغ من العمر 65 عاماً أو أكثر. وبلغ متوسط حجم الأسرة المعيشية 2.17، أما متوسط حجم العائلات فبلغ 2.90.
بلغ العمر الوسطي للسكان 40.5 عاماً. وكانت نسبة 22.5% من القاطنين تحت سن الثامنة عشر، وكانت نسبة 6.9% بين الثامنة عشر والرابعة والعشرين عاماً، ونسبة 21.4% كانت واقعةً في الفئة العمرية ما بين الخامسة والعشرين والرابعة والأربعين عاماً، ونسبة 22.7% كانت ما بين الخامسة والأربعين والرابعة والستين، ونسبة 16.9% كانت ضمن فئة الخامسة والستين عاماً فما فوق. يوجد لكل 100 أنثى 78.2 ذكر، ويوجد لكل 100 أنثى في الثامنة عشر من عمرها فما فوق 70.7 ذكر.
بلغ متوسط دخل الأسرة في المدينة 12,435 دولارًا، أما متوسط دخل العائلة فبلغ 20,625 دولارًا. وكان متوسط دخل الذكور 24,125 دولارًا مقابل 23,229 دولارًا للإناث. وسجل دخل الفرد الخاص بالمدينة 12,692 دولارًا. وكانت نسبة 37.1% من العائلات ونسبة 44.2% من السكان تحت خط الفقر، وكان من هؤلاء نسبة 58.8% تحت سن الثامنة عشر ونسبة 30% في الخامسة والستين من العمر وما فوق.

### تعداد عام 2010
بلغ عدد سكان بينيفيلي 1,732 نسمة بحسب تعداد عام 2010، وبلغ عدد الأسر 675 أسرة وعدد العائلات 429 عائلة مقيمة في المدينة. في حين سجلت الكثافة السكانية 196.8 نسمة لكل كيلومتر مربع (509.7/ميل2). وبلغ عدد الوحدات السكنية 767 وحدة بمتوسط كثافة قدره 87.2 لكل كيلومتر مربع (225.8/ميل2).
وتوزع التركيب العرقي للمدينة بنسبة 95.21% من البيض و2.94% من الأمريكيين الأفارقة و0.23% من الأمريكيين الأصليين و0.40% من الأمريكيين ذوي الأصول الآسيوية و0.12% من الأعراق الأخرى و1.10% من عرقين مختلطين أو أكثر و1.04% من الهسبانيون أو اللاتينيون من أي عرق.
بلغ عدد الأسر 675 أسرة كانت نسبة 31.7% منها لديها أطفال تحت سن الثامنة عشر تعيش معهم، وبلغت نسبة الأزواج القاطنين مع بعضهم البعض 37.2% من أصل المجموع الكلي للأسر، ونسبة 20.3% من الأسر كان لديها معيلات من الإناث دون وجود شريك،  بينما كانت نسبة 6.1% من الأسر لديها معيلون من الذكور دون وجود شريكة وكانت نسبة 36.4% من غير العائلات. تألفت نسبة 33% من أصل جميع الأسر من عدة أفراد يعيشون في نفس المنزل ونسبة 15% كانت تتألف من شخص يعيش بمفرده يبلغ من العمر 65 عاماً أو أكثر. وبلغ متوسط حجم الأسرة المعيشية 2.38، أما متوسط حجم العائلات فبلغ 3.03.
بلغ العمر الوسطي للسكان 40.3 عاماً. وكانت نسبة 23.3% من القاطنين تحت سن الثامنة عشر، وكانت نسبة 9.5% بين الثامنة عشر والرابعة والعشرين عاماً، ونسبة 24.2% كانت واقعةً في الفئة العمرية ما بين الخامسة والعشرين والرابعة والأربعين عاماً، ونسبة 27.2% كانت ما بين الخامسة والأربعين والرابعة والستين، ونسبة 15.9% كانت ضمن فئة الخامسة والستين عاماً فما فوق. وتوزع التركيب الجنسي للسكان بنسبة 47.5% ذكور و52.5% إناث.

## أعلام
- جيمس إس. غولدن
- جون هوسكينز
- ريد باترسون
- جوزيف تشيلتون بيرس

## وصلات خارجية
- www.cityofpinevillekentucky.org
- The US50 - Cities and Towns in Kentucky State